# Liste der Kulturgüter in Steckborn
Die Liste der Kulturgüter in Steckborn enthält alle Objekte in der Gemeinde Steckborn im Kanton Thurgau, die gemäss der Haager Konvention zum Schutz von Kulturgut bei bewaffneten Konflikten, dem Bundesgesetz vom 20. Juni 2014 über den Schutz der Kulturgüter bei bewaffneten Konflikten sowie der Verordnung vom 29. Oktober 2014 über den Schutz der Kulturgüter bei bewaffneten Konflikten unter Schutz stehen.
Objekte der Kategorien A und B sind vollständig in der Liste enthalten, Objekte der Kategorie C fehlen zurzeit (Stand: 1. Januar 2023).

## Kulturgüter
| Foto | | Objekt                                                                                    | Kat. | Typ | Standort                                                                            | Beschreibung |
| ---- | --- | ----------------------------------------------------------------------------------------- | ---- | --- | ----------------------------------------------------------------------------------- | ------------ |
| ja   | Datei hochladen · Wikidata zu Reformierte Kirche mit Kirchhof (Q1380915)                                      | Reformierte Kirche mit Kirchhof KGS-Nr.: 05161                                            | A    | G   | Kirchgasse 27.1, 27.2 716033 / 280710                                               |              |
| BW   | Datei hochladen · Wikidata zu Schanz, prähistorische Seeufersiedlungen (Q29526884)                            | Schanz, neolithische Seeufersiedlungen KGS-Nr.: 05162                                     | A    | F   | Seestrasse 716220 / 281020                                                          |              |
| ja   | Datei hochladen · Wikidata zu Turmhof (Q29526892)                                                             | Turmhof KGS-Nr.: 05163                                                                    | A    | G   | Seestrasse 84a 715977 / 280953                                                      |              |
| BW   | Datei hochladen · Wikidata zu Turgi / Feldbach, prähistorische Seeufersiedlungen (Q29526888)                  | Turgi / Feldbach, neolithische Seeufersiedlungen KGS-Nr.: 05171                           | A    | F   | Seestrasse 715650 / 280500                                                          |              |
| ja   | Datei hochladen · Wikidata zu Mehrfamilienhaus Zum Klösterli (Q133864827)                                     | Mehrfamilienhaus Zum Klösterli KGS-Nr.: 02854                                             | B    | G   | Dorfstrasse 5, 5a, 7 716063 / 280642                                                |              |
| BW   | Datei hochladen · Wikidata zu Wohnhaus Zur Tanne (Q133865086)                                                 | Wohnhaus Zur Tanne KGS-Nr.: 03364                                                         | B    | G   | Seestrasse 90 715978 / 280906                                                       |              |
| ja   | Datei hochladen · Wikidata zu Refektorium des ehemaligen Zisterzienserinnenklosters (Q29883357)               | Refektorium des ehemaligen Zisterzienserinnenklosters KGS-Nr.: 05164                      | B    | G   | Im Feldbach 10a 715337 / 280467                                                     |              |
| ja   | Datei hochladen · Wikidata zu Wohnhaus Zur Ente (Q29883380)                                                   | Wohnhaus Zur Ente KGS-Nr.: 05165                                                          | B    | G   | Obertorstrasse 4 715926 / 280631                                                    |              |
| ja   | Datei hochladen · Wikidata zu Wohnhaus Olivenbaum (Q29883365)                                                 | Wohnhaus Olivenbaum KGS-Nr.: 05166                                                        | B    | G   | Seestrasse 68 716067 / 280960                                                       |              |
| ja   | Datei hochladen · Wikidata zu Rathaus (Q29883355)                                                             | Rathaus KGS-Nr.: 05168                                                                    | B    | G   | Seestrasse 100 715912 / 280879                                                      |              |
| ja   | Datei hochladen · Wikidata zu Schloss Glarisegg mit Gartenanlage und Pavillon (Q1529284)                      | Schloss Glarisegg mit Gartenanlage und Pavillon KGS-Nr.: 05169                            | B    | G   | Glarisegg 714037 / 279350                                                           |              |
| ja   | Datei hochladen · Wikidata zu Stadtbefestigung, verschiedene Teilstücke mit Klostermauer Feldbach (Q29883359) | Stadtbefestigung, Türme, verschiedene Teilstücke mit Klostermauer Feldbach KGS-Nr.: 10229 | B    | G   | Schützengrabenstrasse, Bachrain, Seestrasse, Obertorplatz, Feldbach 715987 / 280709 |              |
| BW   | Datei hochladen · Wikidata zu Museum im Turmhof (Q27489014)                                                   | Museum im Turmhof KGS-Nr.: 10647                                                          | B    | S   | Seestrasse 84a 715977 / 280953                                                      |              |
| ja   | Datei hochladen · Wikidata zu Ehemalige Taverne Glarisegg (Q29883352)                                         | Ehemalige Taverne Glarisegg KGS-Nr.: 11042                                                | B    | G   | Glarisegg 2a 714190 / 279594                                                        |              |
| ja   | Datei hochladen · Wikidata zu Wohnhaus Zur Hoffnung (Q29883381)                                               | Wohnhaus Zur Hoffnung KGS-Nr.: 11043                                                      | B    | G   | Kirchgasse 11 715989 / 280786                                                       |              |
| ja   | Datei hochladen · Wikidata zu Wohnhaus Grünes Haus (Q29883363)                                                | Wohnhaus Grünes Haus KGS-Nr.: 11044                                                       | B    | G   | Obertorstrasse 10 715953 / 280670                                                   |              |
| ja   | Datei hochladen · Wikidata zu Wohnhaus Zur Rose (Q29883384)                                                   | Wohnhaus Zur Rose KGS-Nr.: 11046                                                          | B    | G   | Seestrasse 119 715887 / 280754                                                      |              |
| ja   | Datei hochladen · Wikidata zu Gasthof Zum Alten Schloss (Q29883354)                                           | Gasthof Zum Alten Schloss KGS-Nr.: 13797                                                  | B    | G   | Seestrasse 124 715854 / 280742                                                      |              |
| ja   | Datei hochladen · Wikidata zu Wohnhaus Zum Schwanen (Q29883378)                                               | Wohnhaus Zum Schwanen KGS-Nr.: 13798                                                      | B    | G   | Seestrasse 120 715861 / 280770                                                      |              |
| ja   | Datei hochladen · Wikidata zu Wohnhaus Zum Erker (Q29883369)                                                  | Wohnhaus Zum Erker KGS-Nr.: 13799                                                         | B    | G   | Seestrasse 108 715899 / 280829                                                      |              |
| ja   | Datei hochladen · Wikidata zu Wohnhaus Zum Neuen Schloss (Q29883374)                                          | Wohnhaus Zum Neuen Schloss KGS-Nr.: 13800                                                 | B    | G   | Seestrasse 121 715879 / 280740                                                      |              |
| ja   | Datei hochladen · Wikidata zu Wohnhaus Zum Obern Haus (Q29883376)                                             | Wohnhaus Zum Obern Haus KGS-Nr.: 13801                                                    | B    | G   | Kirchgasse 13 715992 / 280772                                                       |              |
| ja   | Datei hochladen · Wikidata zu Wohnhaus Zum Kehlhof (Q29883371)                                                | Wohnhaus Zum Kehlhof KGS-Nr.: 13802                                                       | B    | G   | Kehlhofstrasse 5, 5a 716029 / 280775                                                |              |
| ja   | Datei hochladen · Wikidata zu Wohnhaus Zum Bühl (Q29883368)                                                   | Wohnhaus Zum Bühl KGS-Nr.: 13804                                                          | B    | G   | Seestrasse 90a 715948 / 280933                                                      |              |
| ja   | Datei hochladen · Wikidata zu Wohnhaus Zum Neptun (Q29883373)                                                 | Wohnhaus Zum Neptun KGS-Nr.: 13805                                                        | B    | G   | Obertorstrasse 1 715894 / 280625                                                    |              |